# 安原喜弘
安原 喜弘（やすはら よしひろ、1908年（明治41年）5月19日 - 1992年（平成4年）11月4日）は、日本の詩人、歌人。中原中也との親交が深く、多くの書簡を交わした人物として知られる。

## 生涯
1908年（明治41年）東京市芝区生まれ、その後目黒で育った。旧制成城第二中学校（1926年に旧制成城高等学校となる）に進み、そこで加藤英倫、富永次郎、古谷綱武などと知り合う。また、高校在学中の1928年（昭和3年）秋に、同じく学友である大岡昇平の紹介で中原中也と知り合った。後に大岡、中原らとともに同人誌『白痴群』を共同で企画し、1929年（昭和4年）4月に創刊した。また、同時期に京都帝国大学文学部哲学科へ入学し、京都市左京区百万遍にある京都アパートメントに転居する。大学では美学美術史を専攻し、1932年（昭和7年）3月京都帝大を卒業する。同月初めに京都に来た中原と飲み、郷里山口への夜行列車に乗って帰省する中原を見送った。その後まもなく坂口安吾が京都に着き、同じく京都帝大に進学していた加藤英倫に紹介されて毎晩のように加藤や安吾と酒を酌み交わした。また、3月24日には安原も山口へ赴き、中原宅に5日間滞在した後に夜行にて京都に戻り、荷物をまとめて東京へと戻った。
1933年（昭和8年）5月、坂口らが中心となって創刊準備をしていた同人誌『紀元』の製作に中原が仲間入りし、7月に富永次郎と共に安原も誘われ、同人加入をした。また、資金難などで難航していた「山羊の歌」の出版の手助けを行った。
私生活では1939年（昭和14年）にお見合いで知り合った参木千枝子と翌年5月に結婚する。1941年（昭和16年）には長男喜秀、次男次郎の二子を儲ける。後年は教育畑に転じて女学校の教師や玉川大学出版部に勤務し百科事典の編纂業務、日本育英会奨学部長などを歴任する。 1992年（平成4年）11月4日に死去する。

## 人物

### 人柄・性格
安原は口数が多くない人物だったようで、中原発信の1935年（昭和10年）4月29日付け書簡にも「安さんがひどく沈黙家あるわけは（後略）」「何を考へられてゐるのか分らない」（ともに原文ママ）と強い口調で批判している。しかし、この批判は「沈黙家」安原の心情を捉えることができない中原が抱える自身に対する苛立ちと家庭を持ち自らを詩が世間に認められはじめ周りの環境が変化してきたことに伴い親友である安原にも変化してもらいたいという願望が入り混じったものだと推測されている。

### 中原中也との書簡
現在、存在が確認されている中原の書簡が227通あるうち、中原から安原に送られた書簡が圧倒的に多く102通（封筒のみが残っているものを含めると109通）残っており、次点の河上徹太郎の15通と比べてもはるかに多い。安原は中原との書簡を常に大切に保管しており、強い友情があったことが推察される。戦時中も肌身離さず命のように保管していたことから、安原にとっても中原は特別な友人とみていたことが窺える。
中原と安原の間に交わした102通の書簡は、2012年（平成24年）8月に山口市湯田温泉にある中原中也記念館にて、特別企画展「中原中也の手紙―安原喜弘との交友」として、安原の息子である喜秀の監修の下に公開された。また、書簡を中心に遺品・遺稿など127点が2015年（平成27年）11月4日に山口市へ寄贈された。これら127点の寄贈品とともに2013年（平成25年）に寄贈されていた安原家所蔵の蔵書やレコードとともに「安原喜弘文庫」として中原中也記念館に収蔵されている。

### 家族
長男喜秀は建築家・「居心地研究所」所長・東海大学客員教授。

## 著作

### 単著
- 『セザンヌ』（玉川学園出版部〈玉川文庫第25篇〉、1932年）
- 『ゴッホ』（玉川学園出版部〈玉川文庫第26篇〉、1932年）

このうち、『ゴッホ』は安原名とはなっているが、安原の元に来た仕事を困窮していた中原に渡し、中原が著述したものである。

### 編著
- 『中原中也の手紙』（玉川学園出版部、1979年）
  - 『中原中也の手紙』青土社、2000年。ISBN 4-7917-5790-4。
  - 『中原中也の手紙』講談社〈講談社文芸文庫〉、2010年。ISBN 978-4-06-290084-3。